# Compiuta Donzella
Compiuta Donzella, también llamado di Firenze o Fiorentina, fue la primera mujer poetisa de la lengua italiana, activa en la segunda mitad del siglo xiii. Tres de sus sonetos sobreviven en un solo manuscrito, y uno es la mitad de un tenzone. Compiuta podría ser su nombre de pila, pero es más probable que fuese una senhal (nombre en clave). Su nombre completo se puede traducir como "la joven consumada de Florencia". Su existencia se llegó a poner en duda y se la consideraba una creación imaginaria de los poetas, pero este punto de vista ha sido descartado.
En A la stagion che 'l mondo foglia e fiora (En la época en que el mundo envía hojas y flores), Compiuta se queja de la elección de su padre de un marido para ella. Ella es miserable en la primavera, cuando otros amantes se regocijan. En lasciar Voria lo mondo e Dio servire (Me gustaría dejar el mundo para servir a Dios), lamenta el estado del mundo: la falta de nobleza, la mezquindad de espíritu, y la falta de honradez. Ella desea entrar en un convento pero su padre no la deja.
La literatura de Compiuta fue influenciada por su conocimiento en literatura occitana y el trabajo de los trovadores. Por lo tanto, ella contrasta cortesia (cortesía) con Villania (villanía), términos tomados de la configuración de la corte aristocrática. Pregio Fin (virtud de cortesano) y fin'amanti (cortesanos amantes) se encuentran en la tradición del amor cortés. Compiuta podría haber tenido acceso a los poemas de la trobairitz. Su lugar como poetisa precoz no fue ignorado por sus contemporáneos. Mastro Torrigiano escribió dos sonetos sobre ella: uno preguntándose si era poco natural (por su sexo) o milagrosa ("una divina sibila"), en alabanza a ella por superar las normas de su sexo.